# Gari (culinária)

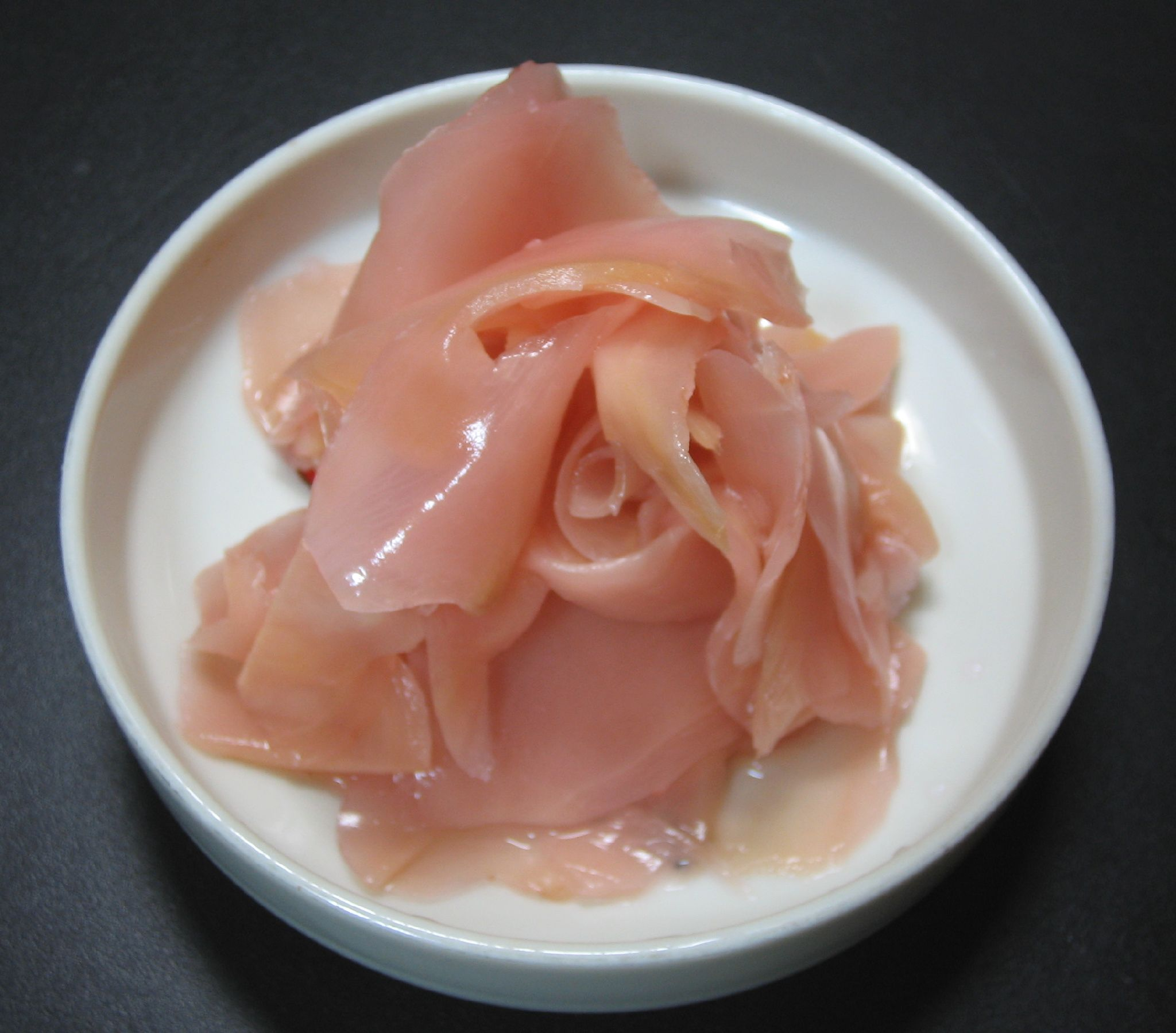
Gari

Gari (ガリ) é um uma conserva utilizada na culinária japonesa. É um picles levemente adocicado sendo elaborado com gengibre, sal, açúcar e vinagre de arroz. 